# Хамидие (кавалерия)

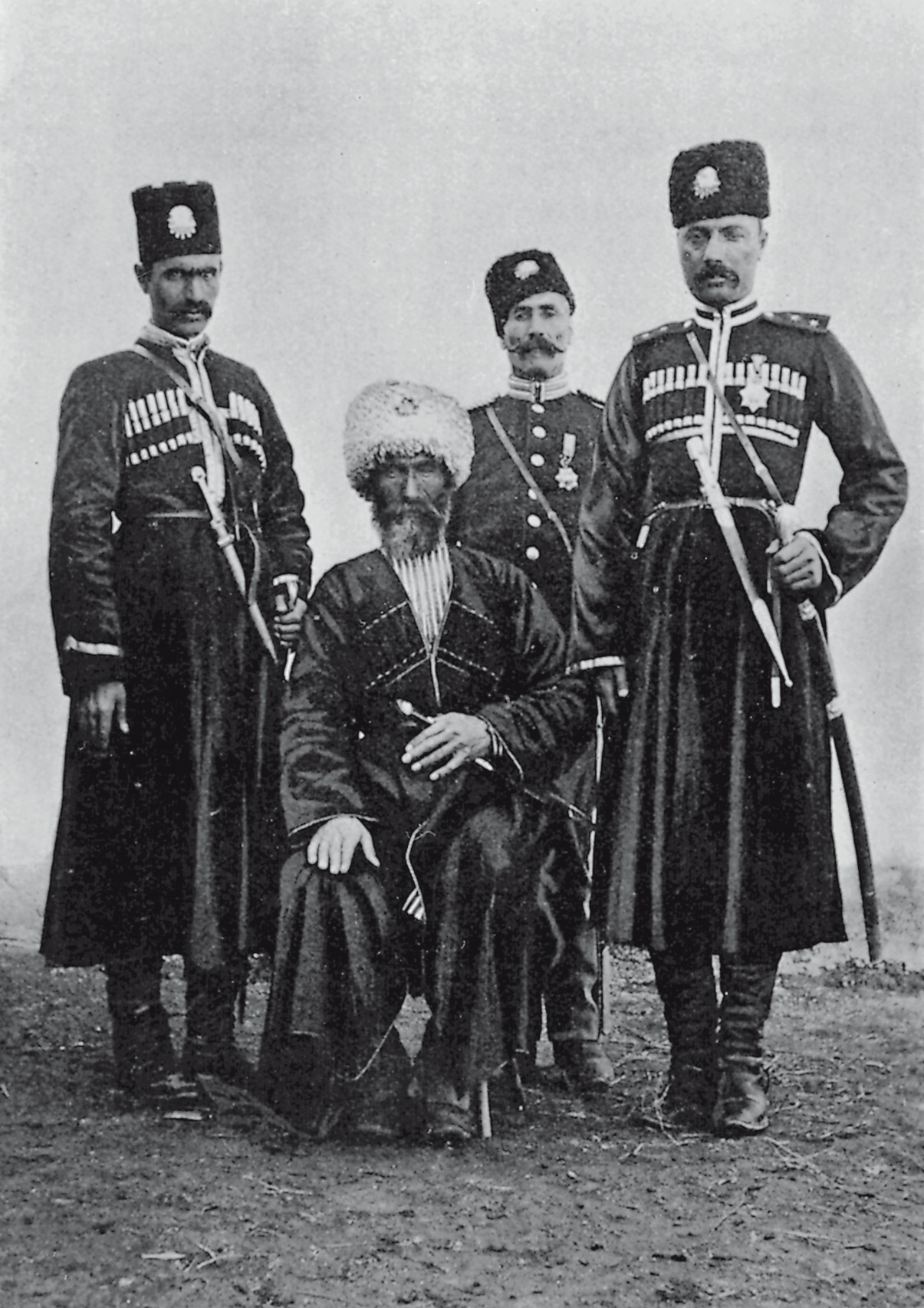
Курды, служащие в кавалерии Хамидие.

Хамидие (тур. Hamidiye, в буквальном смысле означает «принадлежащие Хамиду») — хорошо вооружённые иррегулярные формирования, состоящие из курдов, черкесов и карапапахов. Учреждены и названы в честь султана Абдул-Хамида II в 1890 году. Хамидие были созданы черкесом Мехмедом Зеки-пашой по примеру русских казачьих формирований для патрулирования русско-турецкой и турецко-иранской границы. Однако, Хамидие чаще использовались османскими властями для преследований и нападений на армян и ассирийцев в Западной Армении. После развала Османской империи участвовали в антитурецких восстаниях шейха Саида Пирани (1925) и др.

## История создания полков

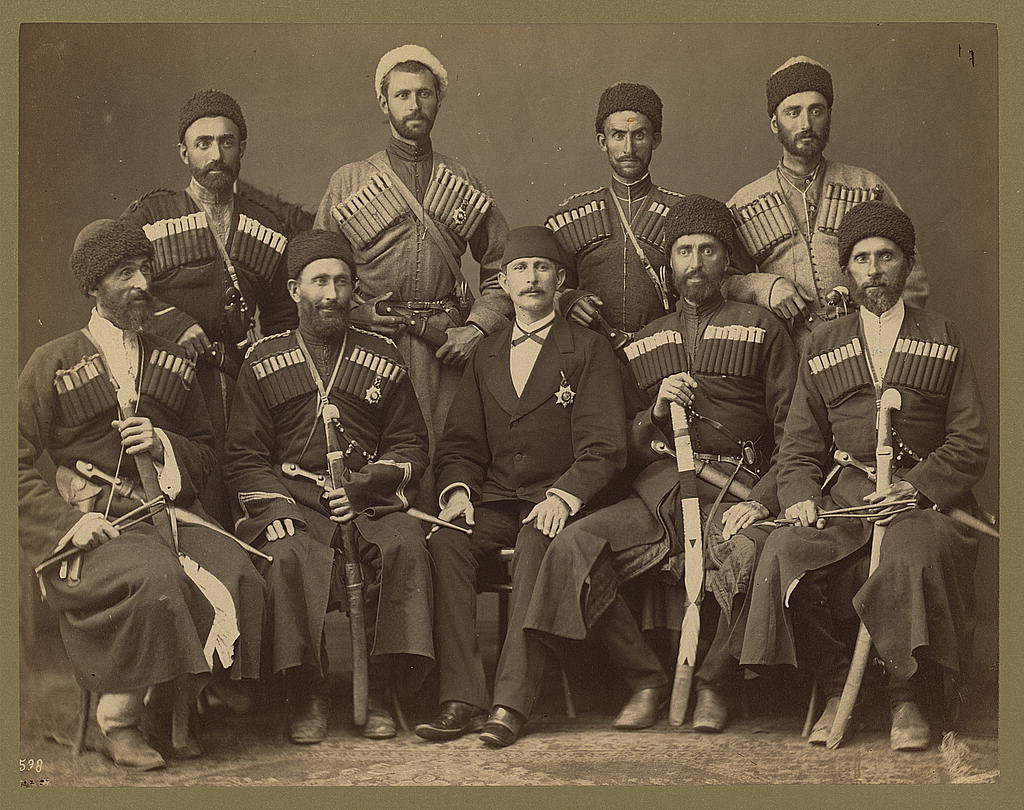
Офицеры-черкесы из полков Хамидие

Курдский историк, бывший депутат Турецкого парламента, Хасан Сыддык Хайдарани выдвигает свою версию создания полков «Хамидийе»:
Султан Абдул Хамид, после того, как его советник, один из внуков Шейха Шамиля Мехмед Зеки-паша, чьим мнением и советами он очень дорожил, вернулся после инспекции Вана, Эрзерума и Битлиса, спросил у него, как тот находит положение в Анатолии? На что Зеки-паша ответил: Анатолия по всем вопросам полностью заброшена. А на той стороне границы москвитяне во многом нас опередили. К слову, у них есть казачья система, которая стоить того, чтобы ее взяли в качестве примера. Кроме того, русские весьма используют находящиеся в их пределах племена. Они не ставят всех под ружье, но раз в год на месяц полутора их собирают на определенных местах, обучают и натаскивают, а потом отпускают по домам и позволяют им свободно заниматься своим хозяйством
Считается, что именно эти слова Зеки-паша подтолкнули османского султана Абдул-Хамида на создание из числа курдских племен легкой курдской кавалерии. С другой стороны, со слов турецкого султана, становится известным его основной замысел, о котором он писал в своих мемуарах: «Война с Россией приближается… Эти хорошо обученные курдские полки могут оказать нам очень большую службу. С другой стороны, для них самих же полезной станет и обучение идее «подчиненности». Таким образом, создавая хамидие, Абдул Хамид преследовал и чисто военные цели: в случае столкновения с Россией превратить дешево стоящую казне вспомогательную курдскую кавалерию в мощный военный заслон. «Курдские ага должны быть довольны, что их произведут в офицеры, - говорил Абдул Хамид, - если начнется война с Россией, наши курды, объединенные в дисциплинированные полки, могут нам оказать большие услуги... Когда пройдут детские болезни, эти полки "хамидие" станут ценной армией».
[4]
Несмотря на курдское преобладание в полках, офицерский состав в первый период носил черкески и шашки. Связано это было с тем, что черкес Зеки-паша пытался использовать опыт Кавказской войны для формирования полков.

## Примечание
1. ↑  HAMİDİYE ALAYLARI TEŞKİLİNDE YER ALAN AŞİRETLERİN DETAYLI BİR LİSTESİ. Y.PRK.BŞK.31/107.1310(1892).
2. ↑  Hovannisian R. G. The Armenian People from Ancient to Modern Times. — Palgrave Macmillan, 1997. — Vol. II. Foreign Dominion to Statehood: The Fifteenth Century to the Twentieth Century. — P. 217. — 493 p. — ISBN 0312101686, ISBN 9780312101688.
3. ↑  Hasan Sıddık Hayderanî. «Hamidiye Alaylarından Köy Koruculuğuna». Medya Güneşi Yay, İstambul. 1992. S.54.
4. ↑  Sultan Abdülhamid Han. «Siyasi Hatıratım». S.52. Dergâh Yayınları. 1984.
5. ↑  «Pensees et souvenirs de Гех-sultan Abdul-Hamid», стр. 17.